# خوسيه ريفيرو (مدرب كرة قدم)
خوسيه لويس ريفيرو كاباليرو (بالإسبانية: José Luis Riveiro Cabaleiro) (ولد في 15 سبتمبر 1975 في فيغو) مدرب كرة قدم إسباني، ويعمل حالياً كمدير فني لفريق كرة القدم الأول بالنادي الأهلي المصري.